# Impur

Impur est une revue littéraire fondée par Laurent Schang et Bruno Deniel-Laurent qui a publié deux numéros en 2008 à 2009, et un hors-série en 2011.
Impur se définit comme une revue spécialisée dans les « littératures désinstallées » : récits d’exilés, d’expatriés, d’immigrés, « paroles d’arpenteurs du monde », carnets de voyage. Chaque numéro se présente sous un format livre de 128 pages et intègre un dossier consacré à un pays ou une région du monde.
La revue a notamment publié des textes de Tariq Ali, Pierre Jourde, Houria Bouteldja, Tai-Luc, Laurent Maréchaux, Kei'ichirō Hirano, Agnès Giard, Fan Wu (en), Jean-Jacques Langendorf, Matthieu Baumier ou Roger Faligot.

## Publications

### Numéro 1 -Japon(s)- 2008
Pierre Jourde (« Nagazaki ») -
Agnès Giard (« Sommes-nous une nation d'eunuques ? ») -
Syoka / Laurent James (« Nippone Mélancolie ») -
Kei'ichirō Hirano (« Sur Mishima ») -
Laurent Schang (« Un autiste à Tokyo ») -
Sarah Vajda (« Ariel au Japon, hommage à Jean Pinquié ») -
Menahem Macina (« réflexions sur la violence juive ») -
Laurent Maréchaux (« Des "Réprouvés" à l'Afghanistan ») -
Jean-Pierre Théolier (« Tentatives en mémoire de Charlemagne Bokassa ») -
Guillaume Orignac (« Thomas Pynchon ou le cristal des voix humaines ») -
Frédéric Dufoing et Frédéric Saenen (« De la Belgique »)

### Numéro 2 -Chine(s)- 2009
Houria Bouteldja (entretien) -
Laurent Schang (« La Guerre au-delà des règles ») -
Roger Faligot (« Se laisse manipuler qui veut bien ») -
Jean-Pierre Théolier (« J'assiste à un désastre lent ») -
Faty (« Commémoration ») -
Tai-Luc (« Ma Chine en quelques bribes ») -
Fan Wu (en) (« La Petite robe noire ») -
Sarah Vajda et Mathieu Grimpet (« Sur le Terminal des Anges ») -
Matthieu Baumier (« Ghana - Carnets d'Exil ») -
Guillaume Orignac (« Portrait en miroir brisé de Patrick Deville ») -
Eric Sardar (« Indonésie - Journal Aléatoire ») -
Jean-Jacques Langendorf (« Eloge d'Olrik ») -
Tariq Ali (« Une pensée pour Edward Saïd »)

### Hors-Série
Ecrits Afghans, coédition Le Polémarque, textes de Jean-Jacques Langendorf et Laurent Schang, 2011.